# Wioletta Witaljewna Kolobowa
Wioletta Witaljewna Kolobowa (russisch Виолетта Витальевна Колобова; * 27. Juli 1991 in Dserschinsk, Russische SFSR, Sowjetunion) ist eine russische Degenfechterin.

## Erfolge
Wioletta Kolobowa erzielte die meisten ihrer Erfolge auf internationaler Ebene im Mannschaftswettbewerb. Im Einzel war sie vor allem bei Europameisterschaften erfolgreich: 2015 in Montreux und 2017 in Tiflis wurde sie jeweils Europameisterin. Mit der Mannschaft gewann sie diesen Titel bereits 2012 in Legnano, darüber hinaus holte sie mit ihr vier weitere Silbermedaillen und eine Bronzemedaille. 2013 in Budapest und 2014 in Kasan wurde Kolobowa mit der Mannschaft Weltmeisterin. Zweimal nahm sie an Olympischen Spielen teil. 2012 in London belegte sie im Einzel den 27. Platz, mit der Mannschaft verpasste sie einen Medaillengewinn knapp. Nach einem Auftaktsieg gegen die Ukraine schied die russische Equipe im Halbfinale gegen China aus. Im Gefecht um Bronze unterlag sie dann den Vereinigten Staaten mit 30:31. Bei den Olympischen Spielen 2016 in Rio de Janeiro schloss sie die Einzelkonkurrenz auf Rang 22 ab. Mit der Mannschaft, die neben Kolobowa aus Ljubow Schutowa, Olga Kotschnewa und Tatjana Logunowa bestand, zog sie nach einem Sieg gegen Frankreich und einer Niederlage gegen Rumänien ins Gefecht um Bronze gegen Estland ein, das mit 37:31 gewonnen wurde.